# Olympische Sommerspiele 2004/Radsport – Straßenrennen (Männer)
Das Straßenrennen der Männer bei den Olympischen Spielen 2004 in Athen fand am 14. August 2004 statt.

## Rennverlauf
Nachdem einige Ausreißversuche immer wieder fehlschlugen gelang es schließlich dem Italiener Paolo Bettini zusammen mit Sérgio Paulinho aus Portugal sich von dem Hauptfeld abzusetzen und so wurden die Gold- und Silbermedaille an diese beiden Athleten vergeben. Der Deutsche Erik Zabel wurde wie schon 1992 Vierter. Die Favoriten blieben hinter den Erwartungen zurück, der Weltmeister Igor Astarloa stürzte in der ersten Runde und auch der Titelverteidiger Jan Ullrich belegte nur den 19. Rang.

## Ergebnisse
Der US-Amerikaner Tyler Hamilton wurde wegen positiver Dopingproben nachträglich disqualifiziert.
| Rang                 | Athlet                    | Nation                 | Zeit      |
| -------------------- | ------------------------- | ---------------------- | --------- |
| 1                    | Paolo Bettini             | Italien                | 5:41:44 h |
| 2                    | Sérgio Paulinho           | Portugal               | 5:41:45 h |
| 3                    | Axel Merckx               | Belgien                | 5:41:52 h |
| 4                    | Erik Zabel                | Deutschland            | 5:41:56 h |
| 5                    | Andrej Hauptman           | Slowenien              | 5:41:56 h |
| 6                    | Kim Kirchen               | Luxemburg              | 5:41:56 h |
| 7                    | Roger Hammond             | Großbritannien         | 5:41:56 h |
| 8                    | Frank Høj                 | Dänemark               | 5:41:56 h |
| 9                    | Kurt Asle Arvesen         | Norwegen               | 5:41:56 h |
| 10                   | Alexander Kolobnew        | Russland               | 5:41:56 h |
| 11                   | Robbie McEwen             | Australien             | 5:41:56 h |
| 12                   | Markus Zberg              | Schweiz                | 5:41:56 h |
| 13                   | Ciarán Power              | Irland                 | 5:41:56 h |
| 14                   | Marcus Ljungqvist         | Schweden               | 5:41:56 h |
| 15                   | Julian Dean               | Neuseeland             | 5:41:56 h |
| 16                   | Fränk Schleck             | Luxemburg              | 5:41:56 h |
| 17                   | Max van Heeswijk          | Niederlande            | 5:41:56 h |
| 18                   | Jan Ullrich               | Deutschland            | 5:41:56 h |
| 19                   | Thomas Voeckler           | Frankreich             | 5:41:56 h |
| 20                   | Serhij Hontschar          | Ukraine                | 5:41:56 h |
| 21                   | Georg Totschnig           | Österreich             | 5:41:56 h |
| 22                   | Kyrylo Pospejew           | Ukraine                | 5:41:56 h |
| 23                   | George Hincapie           | Vereinigte Staaten     | 5:41:56 h |
| 24                   | Bo Hamburger              | Dänemark               | 5:41:56 h |
| 25                   | Tadej Valjavec            | Slowenien              | 5:41:56 h |
| 26                   | Nuno Ribeiro              | Portugal               | 5:41:56 h |
| 27                   | Bobby Julich              | Vereinigte Staaten     | 5:41:56 h |
| 28                   | Martin Elmiger            | Schweiz                | 5:41:56 h |
| 29                   | Gerhard Trampusch         | Österreich             | 5:41:56 h |
| 30                   | Santiago Botero           | Kolumbien              | 5:41:56 h |
| 31                   | Michael Barry             | Kanada                 | 5:41:56 h |
| 32                   | Stuart O’Grady            | Australien             | 5:41:56 h |
| 33                   | Unai Etxebarria           | Venezuela              | 5:41:56 h |
| 34                   | Alexander Winokurow       | Kasachstan             | 5:41:56 h |
| 35                   | Luis Felipe Laverde       | Kolumbien              | 5:41:56 h |
| 36                   | Jewgeni Petrow            | Russland               | 5:41:56 h |
| 37                   | Daniele Nardello          | Italien                | 5:42:03 h |
| 38                   | Luca Paolini              | Italien                | 5:42:03 h |
| 39                   | Peter Van Petegem         | Belgien                | 5:42:03 h |
| 40                   | Erik Dekker               | Niederlande            | 5:42:29 h |
| 41                   | Romāns Vainšteins         | Lettland               | 5:43:03 h |
| 42                   | Gorazd Štangelj           | Slowenien              | 5:43:20 h |
| 43                   | Laurent Brochard          | Frankreich             | 5:44:13 h |
| 44                   | Benoît Joachim            | Luxemburg              | 5:44:13 h |
| 45                   | Cristian Moreni           | Italien                | 5:44:13 h |
| 46                   | Alejandro Valverde        | Spanien                | 5:44:13 h |
| 47                   | Richard Virenque          | Frankreich             | 5:44:13 h |
| 48                   | Philippe Gilbert          | Belgien                | 5:44:13 h |
| 49                   | Uroš Murn                 | Slowenien              | 5:44:13 h |
| 50                   | Gerrit Glomser            | Österreich             | 5:45:21 h |
| 51                   | Karsten Kroon             | Niederlande            | 5:47:13 h |
| 52                   | Sergei Jakowlew           | Kasachstan             | 5:48:48 h |
| 53                   | Ruslan Ivanov             | Moldau                 | 5:50:35 h |
| 54                   | Lars Michaelsen           | Dänemark               | 5:50:35 h |
| 55                   | Tomasz Brożyna            | Polen                  | 5:50:35 h |
| 56                   | Yasutaka Tashiro          | Japan                  | 5:50:35 h |
| 57                   | René Andrle               | Tschechien             | 5:50:35 h |
| 58                   | Sergey Lagutin            | Usbekistan             | 5:50:35 h |
| 59                   | Nicki Sørensen            | Dänemark               | 5:50:35 h |
| 60                   | Janek Tombak              | Estland                | 5:50:35 h |
| 61                   | Murilo Fischer            | Brasilien              | 5:50:35 h |
| 62                   | Ján Svorada               | Tschechien             | 5:50:35 h |
| 63                   | Jens Voigt                | Deutschland            | 5:50:35 h |
| 64                   | Ondřej Sosenka            | Tschechien             | 5:50:35 h |
| 65                   | Igor Pugaci               | Moldau                 | 5:50:35 h |
| 66                   | Filippo Pozzato           | Italien                | 5:50:35 h |
| 67                   | Jaroslaw Popowytsch       | Ukraine                | 5:50:35 h |
| 68                   | Ryan Cox                  | Südafrika              | 5:50:35 h |
| 69                   | Andrei Kaschetschkin      | Kasachstan             | 5:50:35 h |
| 70                   | Martin Riška              | Slowakei               | 5:51:28 h |
| 71                   | Gustav Larsson            | Schweden               | 5:51:28 h |
| 72                   | Andrei Misurow            | Kasachstan             | 5:51:28 h |
| 73                   | László Bodrogi            | Ungarn                 | 5:56:45 h |
| 74                   | Dawid Krupa               | Polen                  | 6:00:25 h |
| Nicht in der Wertung |                           |                        |           |
| –                    | Levi Leipheimer           | Vereinigte Staaten     | DNF       |
| –                    | Gonçalo Amorim            | Portugal               | DNF       |
| –                    | Óscar Freire Gomez        | Spanien                | DNF       |
| –                    | Igor González de Galdeano | Spanien                | DNF       |
| –                    | Sylvain Chavanel          | Frankreich             | DNF       |
| –                    | Michael Rasmussen         | Dänemark               | DNF       |
| –                    | Charly Wegelius           | Großbritannien         | DNF       |
| –                    | Thomas Lövkvist           | Schweden               | DNF       |
| –                    | Erki Pütsep               | Estland                | DNF       |
| –                    | Jeremy Yates              | Neuseeland             | DNF       |
| –                    | Andris Naudužs            | Lettland               | DNF       |
| –                    | Mark Scanlon              | Irland                 | DNF       |
| –                    | Matej Jurčo               | Slowakei               | DNF       |
| –                    | Wjatscheslaw Jekimow      | Russland               | DNF       |
| –                    | Gordon Fraser             | Kanada                 | DNF       |
| –                    | Christophe Moreau         | Frankreich             | DNF       |
| –                    | Slawomir Kohut            | Polen                  | DNF       |
| –                    | Amir Zargari              | Iran                   | DNF       |
| –                    | José Iván Gutiérrez       | Spanien                | DNF       |
| –                    | Wim Vansevenant           | Belgien                | DNF       |
| –                    | Marc Wauters              | Belgien                | DNF       |
| –                    | Michael Rogers            | Australien             | DNF       |
| –                    | Fabian Cancellara         | Schweiz                | DNF       |
| –                    | Grégory Rast              | Schweiz                | DNF       |
| –                    | Servais Knaven            | Niederlande            | DNF       |
| –                    | Víctor Hugo Peña          | Kolumbien              | DNF       |
| –                    | Morten Hegreberg          | Norwegen               | DNF       |
| –                    | Tiaan Kannemeyer          | Südafrika              | DNF       |
| –                    | José Chacón               | Venezuela              | DNF       |
| –                    | Dimitar Gospodinow        | Bulgarien              | DNF       |
| –                    | Eugen Wacker              | Kirgisistan            | DNF       |
| –                    | Andreas Klöden            | Deutschland            | DNF       |
| –                    | Michael Rich              | Deutschland            | DNF       |
| –                    | Jason McCartney           | Vereinigte Staaten     | DNF       |
| –                    | Baden Cooke               | Australien             | DNF       |
| –                    | Matthew White             | Australien             | DNF       |
| –                    | Rubens Bertogliati        | Schweiz                | DNF       |
| –                    | Denis Menschow            | Russland               | DNF       |
| –                    | Wolodymyr Duma            | Ukraine                | DNF       |
| –                    | Jurij Kriwzow             | Ukraine                | DNF       |
| –                    | Radosław Romanik          | Polen                  | DNF       |
| –                    | Sylwester Szmyd           | Polen                  | DNF       |
| –                    | Julian Winn               | Großbritannien         | DNF       |
| –                    | Maxim Iglinski            | Kasachstan             | DNF       |
| –                    | Bernhard Eisel            | Österreich             | DNF       |
| –                    | Cândido Barbosa           | Portugal               | DNF       |
| –                    | Magnus Bäckstedt          | Schweden               | DNF       |
| –                    | Andrus Aug                | Estland                | DNF       |
| –                    | Thor Hushovd              | Norwegen               | DNF       |
| –                    | Mads Kaggestad            | Norwegen               | DNF       |
| –                    | Heath Blackgrove          | Neuseeland             | DNF       |
| –                    | Robin Reid                | Neuseeland             | DNF       |
| –                    | Márcio May                | Brasilien              | DNF       |
| –                    | Eric Wohlberg             | Kanada                 | DNF       |
| –                    | Aljaksandr Ussau          | Belarus                | DNF       |
| –                    | Marcelo Arriagada         | Chile                  | DNF       |
| –                    | Wong Kam Po               | Hongkong               | DNF       |
| –                    | Ivan Stević               | Serbien und Montenegro | DNF       |
| –                    | Michal Hrazdíra           | Tschechien             | DNF       |
| –                    | Robert Hunter             | Südafrika              | DNF       |
| –                    | Shinri Suzuki             | Japan                  | DNF       |
| –                    | Abbas Saeidi Tanha        | Iran                   | DNF       |
| –                    | Jaan Kirsipuu             | Estland                | DNF       |
| –                    | Luciano Pagliarini        | Brasilien              | DNF       |
| –                    | Stuart Dangerfield        | Großbritannien         | DNF       |
| –                    | Wladimir Karpez           | Russland               | DNF       |
| –                    | Michael Boogerd           | Niederlande            | DNF       |
| –                    | Igor Astarloa             | Spanien                | DNF       |
| –                    | Marlon Pérez              | Kolumbien              | DNF       |
| (18)                 | Tyler Hamilton            | Vereinigte Staaten     | DSQ       |